# Högseröds distrikt
Högseröds distrikt är ett distrikt i Eslövs kommun och Skåne län. 
Distriktet ligger sydost om Eslöv. 

## Tidigare administrativ tillhörighet
Distriktet inrättades 2016 och utgörs av socknen Högseröd i Eslövs kommun.
Området motsvarar den omfattning Högseröds församling hade vid årsskiftet 1999/2000.